# Spider-Man 2
Spider-Man 2 ist ein US-amerikanischer Actionfilm aus dem Jahr 2004, der die mit Spider-Man begonnene Verfilmung der gleichnamigen Comicserie fortsetzt. Es handelt sich um eine Produktion von Columbia Pictures und Sony Pictures Entertainment unter der Regie von Sam Raimi. Spider-Man 2 war mit einem weltweiten Einspielergebnis von 784 Mio. US-Dollar ausgesprochen erfolgreich und gilt bei vielen Kritikern, darunter Roger Ebert, als einer der besten „Superheldenfilme“ der letzten Jahre sowie als bester Film der Trilogie von Raimi.
In Deutschland und den deutschsprachigen Gegenden der Schweiz war Spider-Man 2 ab dem 8. Juli 2004, in Österreich ab dem 9. Juli zu sehen. Zuvor hatte der Film seine US-amerikanische Premiere bereits am 23. (IMAX-Kinos) bzw. 30. Juni 2004 gefeiert. Er wurde als erster Film überhaupt von einem DI-Master in der Auflösung 4K kopiert.

## Handlung
Peter Parker überanstrengt sein Doppelleben zunehmend. Gleich zu Beginn verliert er seinen Job als Pizzabote, da er erneut zu spät zur Arbeit erscheint und deswegen eine Bestellung nicht rechtzeitig ausliefert. Die magere Bezahlung für seine Fotos, die er an den Daily Bugle verkauft, hilft ihm ebenfalls nicht bei seinen finanziellen Problemen. Auch seine Vorlesungen an der Universität versäumt er zunehmend. Als er abends seine Tante May besucht, überraschen ihn seine Freunde Mary Jane Watson und Harry Osborn mit einer kleinen Feier anlässlich seines Geburtstags, den er selbst ganz vergessen hatte. Harry äußert sich abfällig über Spider-Man, den er für den Tod seines Vaters Norman Osborn verantwortlich macht. Peter erklärt, dass ihm weiterhin an einer gemeinsamen Freundschaft gelegen sei und er daher einen Themawechsel bevorzuge. In einem Gespräch mit Mary Jane verspricht er, sich das Theaterstück The Importance of Being Earnest anzusehen, in dem sie eine Hauptrolle übernommen hat.
Wenige Tage später wird Peter durch Harry mit dem Kernphysiker Dr. Otto Octavius bekannt gemacht. Über diesen möchte Peter eine Arbeit für die Universität schreiben. Octavius’ wichtigstes Projekt soll demnächst der Öffentlichkeit vorgestellt werden. Da Harrys Firma „Oscorp“ das für den Fusionsversuch wichtige Tritium finanziert, erklärt sich Octavius bereit, Peter in seine Arbeit einzuführen. Dem Labor-Rundgang schließt sich ein zunehmend persönliches Gespräch mit Octavius und dessen Frau Rosie an.
Als er tags darauf mit seinem Moped auf dem Weg zum Theater ist, warnt ihn plötzlich sein Spinnensinn und er kann gerade noch verhindern, von einem Auto mit flüchtenden Verbrechern überfahren zu werden. Er stellt die Ganoven und kommt infolgedessen zu spät ins Theater. Ein arroganter Platzanweiser verweigert ihm den Eintritt; Peter wartet daraufhin außerhalb auf das Ende der Vorstellung. Später beobachtet er, wie Mary Jane von einem jungen Mann abgeholt wird, der sie küsst und mit ihr im Arm verschwindet. Niedergeschlagen legt Peter wieder seinen Anzug an und schwingt sich in die Luft. Aus unerklärlichen Gründen versagen plötzlich seine Netzdrüsen und Peter stürzt zu Boden. Verwirrt kehrt er nach Hause zurück.
Am nächsten Tag soll Dr. Octavius seinen Fusionsversuch durchführen, dessen Gelingen die Erschaffung einer unerschöpflichen Energiequelle bewirken würde. Am Tag der Vorführung benutzt er vier mechanische Tentakel zur Kontrolle des Versuchs, die er an seinem Rücken befestigen und durch eine Rückenmark-Verbindung über sein Kleinhirn steuern kann. Da die Tentakel derart hoch entwickelt sind, dass sie über eine eigene Intelligenz verfügen, baute Octavius einen Unterbrecherchip ein, der ihm stets volle Kontrolle über die Tentakel verleiht. Trotz der hochmodernen Hilfsmittel gerät die Fusion außer Kontrolle, als sämtliche im Raum vorhandenen Eisenteile durch einen magnetischen Effekt in das Zentrum der künstlich erschaffenen „Sonne“ gezogen werden. Diese verstärkt dadurch ihre Leistung und den magnetischen Effekt rasch und unkontrolliert. Peter verschwindet in einer Ecke des Labors und kann wenige Sekunden später als Spider-Man verhindern, dass Harry von einem Metallregal erschlagen wird. Er versucht, die Stromversorgung lahmzulegen, damit die Fusion abgebrochen wird. Dabei wird Octavius von einer Protuberanz der künstlichen Sonne getroffen, die den Unterbrecherchip zerstört und die künstlichen Arme an seinen Körper festschweißt. Seine Frau Rosie wird kurz vorher von den Glassplittern einer zerbrechenden Fensterscheibe getötet.
Harry Osborn verliert durch die gescheiterte Vorführung einen Großteil seines Vermögens. Er ist wütend auf Octavius und auch Spider-Man, dem er seine Rettung nicht dankt. Octavius – inzwischen ohnmächtig – wird für eine Notoperation vorbereitet. Als die Ärzte den Entschluss fassen, die Tentakel mit Hilfe von Motorsägen abzuschneiden, entwickeln diese ein Eigenleben und ermorden die anwesenden Ärzte und Krankenschwestern. Erst nach diesem Attentat erwacht Octavius aus seiner Ohnmacht und flieht vor Angst aus dem Krankenhaus. Er zieht sich in ein verlassenes Dock am New Yorker Hafen zurück. Dort trauert er um seine Frau und seinen missglückten Lebenstraum. Die Tentakel sind ihm unheimlich, da sie seit dem Ausfall des Chips Einfluss auf ihn nehmen können. Sie überzeugen ihn jedoch, den Fusionsversuch zu wiederholen. Das dafür nötige Geld soll durch einen Banküberfall beschafft werden.

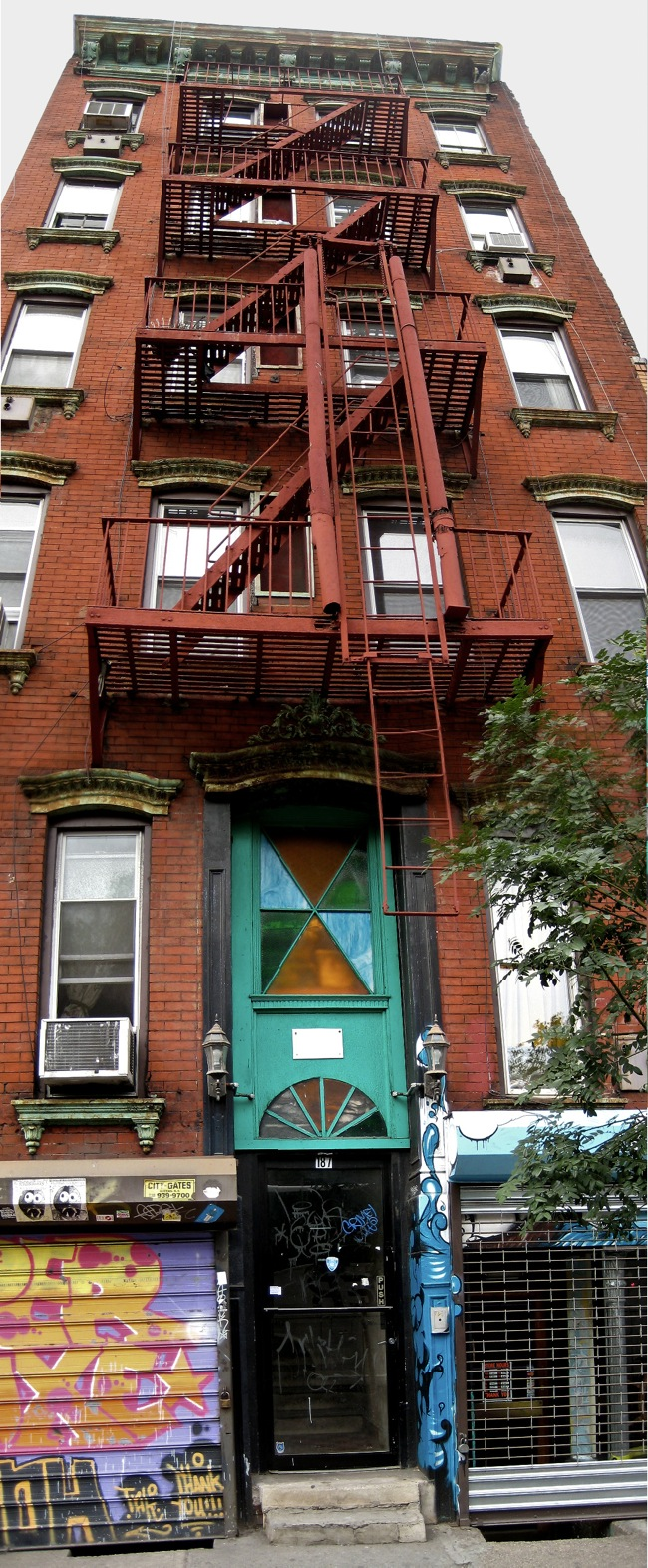
Das Haus in East Manhattan, das für die Wohnung von Peter Parker benutzt wurde. (187 Chrystie street)

Peter und seine Tante sind in der Bank anwesend, um die Versteigerung ihres Hauses abzuwenden, während Octavius dort den Tresor aufbricht. Peter verlässt die ängstliche Tante May, um sich umzuziehen und Octavius aufzuhalten. Dieser schleudert Geldsäcke nach Peter und wieder versagen dessen Netz-Drüsen. Ohne die Verwandtschaft zu kennen, entführt Octavius daraufhin Peters Tante als Geisel und flieht das Hochhaus empor. In einem Duell auf dem Hochhaus kann Spider-Man May gerade noch retten. Octavius, von der Presse inzwischen „Dr. Octopus (Doc Ock)“ genannt, verschwindet dabei ungehindert.
Bei einem öffentlichen Empfang am Abend ist Peter als Fotograf für den „Daily Bugle“ zugegen. Er muss mitansehen, wie Mary Jane und der Astronaut John Jameson, Sohn von J. Jonah Jameson, öffentlichkeitswirksam ihre Verlobung bekannt geben. Auch die Freundschaft zwischen Peter und Harry gerät ins Wanken, als Harry Peter beschuldigt, dass ihm dieser Spider-Mans Identität verheimlicht. Peter ist am Boden zerstört und schwingt sich traurig als Spider-Man durch die Stadt, wo alsbald seine Spinnenkräfte erneut aussetzen und er abstürzt. Durch ein Gespräch mit seinem Arzt erkennt er, dass es seine Superhelden-Identität ist, die ihn daran hindert, ein glückliches Leben zu führen. Sein Unglück beeinträchtigt auch seine Kräfte. In einer Traumvision mit seinem Onkel Ben entscheidet er sich gegen seine Berufung und wirft sein Kostüm noch in der gleichen Nacht in eine Mülltonne.
Peter ist in den nächsten Tagen glücklich unterwegs, sein Leben normalisiert sich, seine Leistungen in der Universität werden besser und er besucht endlich Mary Janes Stück. Diese freut sich sehr und Peter versucht sie davon zu überzeugen, ihm noch eine Chance zu geben. Mary Jane lehnt ab. Bei einem Besuch bei May beichtet er dieser endlich, dass er sich für den Tod von Ben verantwortlich fühlt, als er dessen Mörder nicht aufgehalten hat. Sichtlich erschüttert wendet sich May ab.
Unterdessen hat Octavius die Ausrüstung zusammengestellt, um sein Experiment erneut durchzuführen, es fehlt nur noch das wertvolle Tritium. Er stattet daher Harry Osborn einen Besuch ab, mit dem er eine Vereinbarung trifft: Er liefert Spider-Man an Harry aus, welcher im Gegenzug eine ausreichend große Menge an Tritium für den Wissenschaftler besorgt.
Als Peter ein Wohnhaus brennen sieht, rettet er daraus ohne seine Spider-Kräfte ein kleines Mädchen. Dieser Zwischenfall und weitere Begegnungen sowie die Versöhnung mit May lassen ihn erneut über seine Berufung nachdenken. Er beschließt, sich erneut seiner Spider-Man-Identität zuzuwenden. Wenig später treffen sich Mary Jane und Peter in einem Café. Obwohl sie mit John verlobt ist, bittet Mary Jane Peter um einen letzten Kuss. Kurz bevor ihre Lippen zueinander finden, wird Peter von seinem Spinnensinn vor einem Auto gewarnt, welches im nächsten Moment durch die Fensterscheibe fliegt. Er kann sich und Mary Jane zu Boden reißen, jedoch taucht im nächsten Moment Doc Ock auf, der Peter als Spider-Mans Fotografen befiehlt, dem Helden etwas mitzuteilen: Er wünsche Spider-Man um drei Uhr am West Side Tower zu treffen. Um sicherzugehen, dass Peter seinen Auftrag ausführt, entführt er Mary Jane.
Im Angesicht der Gefahr, in der Mary Jane schwebt, kehren Peters Kräfte zurück. Am West Side Tower trifft er auf Octavius und beide landen während des Kampfes auf einer U-Bahn. Als diese von Octavius beschädigt wird, kann Spider-Man in letzter Sekunde verhindern, dass sie am Streckenende von den Hochschienen stürzt. Aufgrund der Anstrengung wird er bewusstlos, die Passagiere kümmern sich jedoch um ihn. Doc Ock fordert diese auf, Spider-Man herauszugeben, doch sie stellen sich schützend vor ihn. Doc Ock überwältigt die Passagiere und den geschwächten Spider-Man und bringt ihn zu Harry Osborn. Dort erhält er das Tritium und begibt sich in das Hafengebäude am Hudson River, wo er Mary Jane gefangen hält.

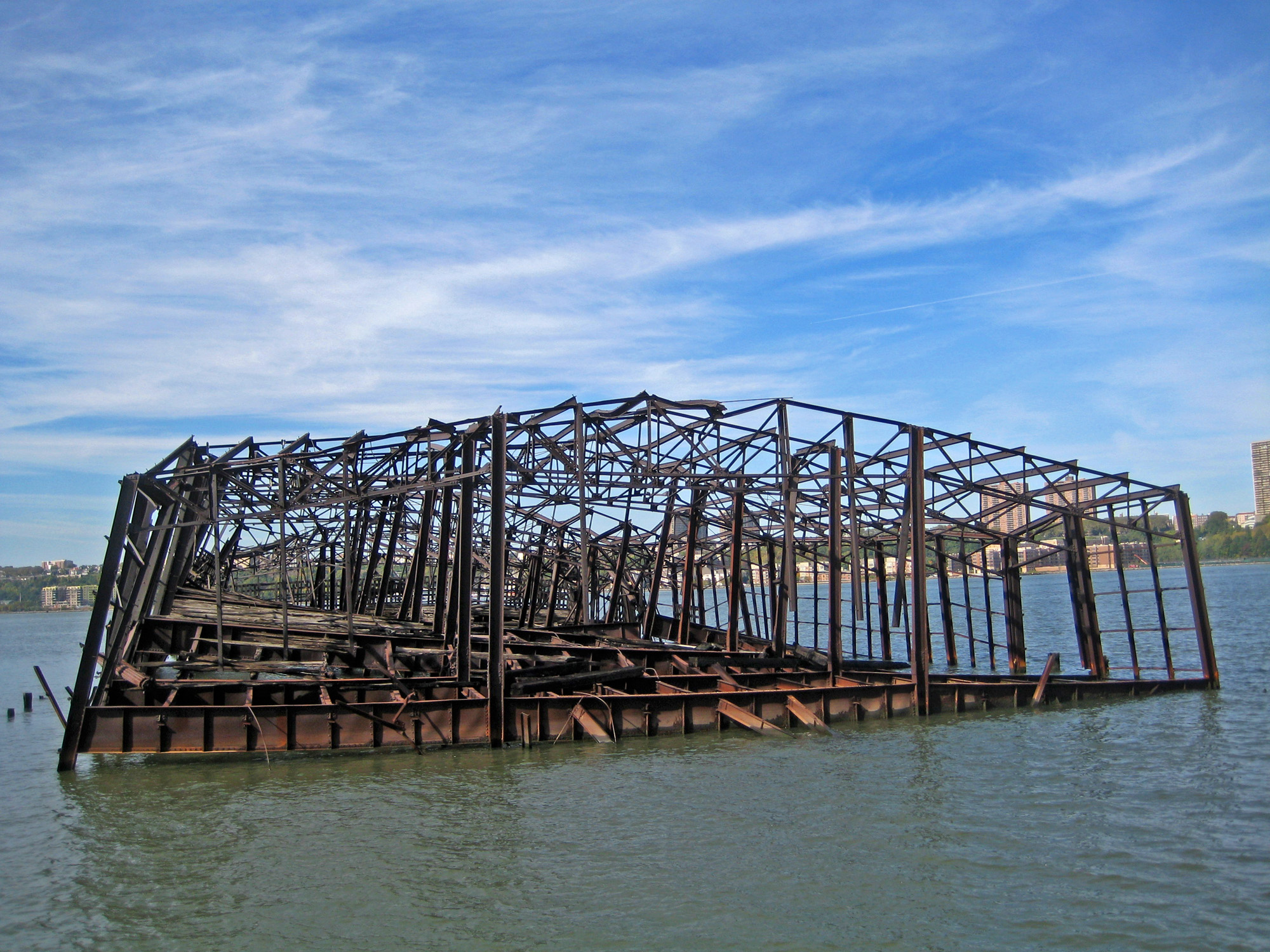
Das alte Stahlgerüst im Hudson River, welches für das Versteck von Octavius verwendet wurde

Harry Osborn will Spider-Man als Rache für den Tod seines Vaters umbringen, ihm aber vorher die Maske abnehmen, um seine Identität zu erfahren. Nachdem er schockiert feststellt, dass sich sein bester Freund hinter Spider-Mans Maske verbirgt, drängt ihn Peter dazu, Octavius’ Aufenthaltsort bekannt zu geben. Er lässt den verwirrten Harry zurück und macht sich auf den Weg zum Hafen, wo Dr. Octavius schon seine Maschine eingeschaltet hat. Dort befindet sich auch Mary Jane, mit Ketten an eine Säule gefesselt. Nach einem letzten erbitterten Kampf zwischen dem Helden und dem gescheiterten Wissenschaftler kommt Octavius wieder zur Vernunft und erkennt die große Gefahr in seiner neu erschaffenen Sonne. Peter möchte die Maschine abschalten, bevor es zu spät ist. Doch Octavius, der inzwischen die Kontrolle über seine Tentakel zurückerlangt hat, beharrt darauf, sein Werk selbst zu zerstören, indem er sich mit der Maschine im Fluss versenkt, und dabei ums Leben kommt. Mary Jane hat endlich herausgefunden, wer Spider-Man ist. Peter erklärt, dass er nicht mit ihr zusammen sein könne, da für sie seine Art von Leben auf Dauer zu gefährlich sei. Die beiden nehmen unter Tränen Abschied und Mary Jane wird von John Jameson nach Hause gebracht.
Zur gleichen Zeit findet Harry Osborn die Ausrüstung des Grünen Kobolds in den Räumen seines Vaters. Er hat eine Vision, in der sein Vater ihm befiehlt, seinen Tod zu rächen und Spider-Man alias Peter Parker zu töten (Die Szene endet somit mit einer Aussicht auf Spider-Man 3).
Kurz vor Beginn der Trauung mit John Jameson verlässt Mary Jane im Brautkleid die Kirche und sucht Peter auf. Sie macht ihm deutlich, dass sie bereit ist, die möglichen Risiken einer Partnerschaft zu tragen, weil sie ihn liebe und ohne ihn „doch gar nicht überleben kann“. Peter ist erleichtert und küsst sie. Eine Polizeisirene ertönt vor dem Fenster, Peter legt sein Kostüm an und schwingt in der Abschluss-Sequenz zwischen zwei Hubschraubern durch die Manhattan Skyline. Mary Jane sieht ihm nachdenklich nach.

## Hintergrund
Das Lied, das die Straßenmusikerin auf der Geige spielt, ist die Titelmusik der Zeichentrickserie The Amazing Spider-Man, die in den sechziger Jahren im Fernsehen gezeigt wurde.
Während sich Peter Parker die Schuhe im Park binden möchte, wird er von einer Person „unabsichtlich“ mit der Tasche angerempelt. Es handelt sich bei dieser Person um den Regisseur Sam Raimi.
Als J. Jonah Jameson überlegt, wie er Otto Octavius nennen soll, schlägt sein Assistent „Dr. Strange“ vor, woraufhin Jameson erwidert: Den gibt’s schon. Das ist eine Anspielung auf den obersten Zauberer Doctor Strange.

### Vorspann
Ähnlich wie Spider-Man wird Spider-Man 2 mit einem sehr aufwändig gestalteten Vorspann eröffnet, in dem anhand von 15 Comicbildern die Handlung des ersten Films zusammengefasst wird. Die Zeichnungen stammen von Alex Ross und wurden bis zum 20. Oktober 2004 zu Gunsten der „United Cancer Front“ im Internetauktionshaus eBay versteigert.

### Fassungen
Neben der regulären Kinofassung, mit verschiedenen Seitenverhältnisfassungen, wurden weitere Schnittfassungen veröffentlicht.
So existiert eine zensierte Version der Kinoschnittfassung, die aufgrund der BBFC erstellt und deshalb unter anderem in Europa vertrieben wurde, in der eine Kopfnuss durch einen Faustschlag ersetzt wurde. Vor der Kinoveröffentlichung des dritten Teils wurde im April 2007 auf DVD ein um rund acht Minuten längerer Extended Cut des Films veröffentlicht. Diese DVD-Schnittfassung wird auch als Spider-Man 2.1. bezeichnet, beinhaltet jedoch die Zensur in allen Regionen (auch in den Vereinigten Staaten). Während von 2.1 auf DVD nur die zensierte Version existiert, sind in den darauffolgenden Jahren auf Blu-ray Disc die beiden Fassungen in unzensierter Form in allen Regionen erschienen.
Vor der Veröffentlichung des Extended Cuts wurde am 2. Januar 2007 auf dem US-Sender FX eine etwa fünf Minuten längere Schnittfassung ausgestrahlt. Diese Fassung bietet weniger neuen Inhalt als der Extended Cut im Vergleich zur Kinofassung. Dafür wird als Einstieg der Inhalt des Vorgängerfilmes in Kurzform nacherzählt, sowie alternative Szenen und exklusives Vorschau-Material von Spider-Man 3 gezeigt, die nur in Teilen auf der 2.1 DVD wiederzufinden sind.

## Deutsche Synchronfassung
Die deutsche Synchronbearbeitung entstand bei der R.C. Production Rasema Cibic in Berlin. Das Dialogbuch verfasste Klaus Bickert, Synchronregie führte Joachim Tennstedt.
| Darsteller            | Deutscher Sprecher       | Rolle                                         |
| --------------------- | ------------------------ | --------------------------------------------- |
| Tobey Maguire         | Marius Clarén            | Peter Parker / Spider-Man                     |
| Kirsten Dunst         | Marie Bierstedt          | Mary Jane Watson                              |
| James Franco          | Kim Hasper               | Harry Osborn                                  |
| Alfred Molina         | Roland Hemmo             | Dr. Otto Octavius / Dr. Octopus alias Doc Ock |
| Donna Murphy          | Andrea Aust              | Rosalie Octavius                              |
| Cliff Robertson       | Friedrich Georg Beckhaus | Onkel Ben Parker                              |
| Rosemary Harris       | Barbara Adolph           | Tante May Parker                              |
| Willem Dafoe          | Reiner Schöne            | Norman Osborn                                 |
| J. K. Simmons         | Joachim Kerzel           | J. Jonah Jameson                              |
| Dylan Baker           | Bodo Wolf                | Dr. Curt Connors                              |
| Joel McHale           | Norman Matt              | Bankangestellter Mr. Jacks                    |
| Bill E. Rogers        | Peter Flechtner          | farbiger Feuerwehrmann                        |
| Ted Raimi             | Bernhard Völger          | Hoffman                                       |
| Daniel Gillies        | Dennis Schmidt-Foß       | John Jameson                                  |
| Bill Nunn             | Tobias Meister           | Joseph „Robbie“ Robertson                     |
| Vanessa Ferlito       | Tanja Geke               | Louise                                        |
| Michael Edward Thomas | Charles Rettinghaus      | Mann beim Feuer                               |
| Hal Sparks            | Johannes Berenz          | Mann im Aufzug                                |
| Aasif Mandvi          | Rajvinder Singh          | Mr. Aziz                                      |
| Elizabeth Banks       | Debora Weigert           | Mrs. Betty Brant                              |
| Brent Briscoe         | Detlef Bierstedt         | Penner                                        |
| Bruce Campbell        | Reinhard Kuhnert         | Platzanweiser                                 |
| Daniel Dae Kim        | Viktor Neumann           | Raymond                                       |
| Tom Carey             | Hartmut Neugebauer       | Zugführer                                     |

## Soundtrack
| Nr. | Titel                                      | Interpret                    |
| --- | ------------------------------------------ | ---------------------------- |
| 1.  | Vindicated                                 | Dashboard Confessional       |
| 2.  | Ordinary                                   | Train                        |
| 3.  | Did You                                    | Hoobastank                   |
| 4.  | Hold On                                    | Jet                          |
| 5.  | Gifts And Curses                           | Yellowcard                   |
| 6.  | Woman                                      | Maroon 5                     |
| 7.  | This Photograph Is Proof (I Know You Know) | Taking Back Sunday           |
| 8.  | Give It Up                                 | Midtown                      |
| 9.  | Lucky You                                  | Lostprophets                 |
| 10. | Who I Am                                   | Smile Empty Soul             |
| 11. | The Night That The Lights Went Out In NYC  | The Ataris                   |
| 12. | Meant To Live                              | Switchfoot                   |
| 13. | We Are                                     | Ana Johnsson                 |
| 14. | Someone To Die For                         | Jimmy Gnecco feat. Brian May |
| 15. | Spidey Suite                               | Danny Elfman                 |
| 16. | Doc Ock. Suite                             | Danny Elfman                 |

## Ausstrahlung in Deutschland
Die Erstausstrahlung im Free-TV erfolgte am 11. März 2007 zur Primetime auf ProSieben. Den Film verfolgten 3,33 Millionen Zuschauer bei 10,0 Prozent Marktanteil. In der werberelevanten Zielgruppe lag der Marktanteil bei 18,3 Prozent durch 2,63 Millionen Zuschauer.

## Auszeichnungen
Spider-Man 2 gewann den Oscar in der Kategorie beste visuelle Effekte, nominiert war er außerdem in den Kategorien bester Ton und bester Tonschnitt. Der Film erhielt bei den MTV Movie Awards drei Nominierungen in den Kategorien „beste Action-Szene“ (Kampf auf der U-Bahn), „bester Film“ und „bester Schurke“. Für seine Stuntszenen erhielt Spider-Man 2 bei den Taurus Awards 2005 in der Kategorie Bester Stunt eines Mannes (Best Overall Stunt By A Stunt Man) sowie zwei weitere Nominierungen in den Kategorien Bester Fahrzeugstunt (Best Work With A Vehicle) sowie Bester Spezialstunt (Best Specialty Stunt).

## Rezeption und Einnahmen
Der Film erhielt überwiegend positive Kritiken, sowohl vom Publikum als auch von den Kritikern. Roger Ebert vergab in seiner Rezension vier von vier Sternen und war der Meinung, es sei „der beste Superheldenfilm seit Superman“. Auf Rotten Tomatoes erhielt der Film 94 Prozent und in der Internet Movie Database 7,8 von 10 möglichen Sternen.
Das Lexikon des internationalen Films urteilt, dass die Fortsetzung mit „verblüffenden Effekten“ ein „großes Melodram um Identität und Verantwortung“ abliefere.
Spider-Man 2 besetzt in der Liste der erfolgreichsten Filme ohne Inflationsbereinigung Platz 115 (Stand: 19. April 2025).